# Torneo de Zúrich 2008
El TENNIS.com Zurich Open 2008 fue un torneo de tenis femenino, disputado del 10 al 19 de octubre de 2008. Fue un evento de categoría Tier II que se jugó en canchas de cemento en pistas cubiertas como preparativo para el campeonato de fin de año de la WTA. Fue la 25.ª edición del torneo y tuvo lugar en el Hallenstadion en la ciudad suiza, Zúrich.

## Campeonas

### Individual femenino
Venus Williams venció a  Flavia Pennetta por 7–6(7–1), 6–2

### Dobles femenino
Cara Black /  Liezel Huber vencieron a  Anna-Lena Grönefeld /  Patty Schnyder por 6–1, 7–6(7–3)